# Sebastián de Caro
Juan Sebastián De Caro (Buenos Aires; 5 de desembre de 1975) és un director de cinema, guionista, escriptor i actor argentí. Com a actor, va participar en la telenovel·la Montaña rusa i a la sèrie Todos contra Juan. Com a guionista i director, va fer diverses realitzacions independents: Rockabilly (2000), De noche van a tu cuarto (2005) i 20.000 besos (2013), entre altreas. També ha participat en el programa de ràdio Perros de la calle, al costat d'Andy Kusnetzoff, i s Gente sexy, amb Clemente Cancela. Ha publicat els llibres Mi método (contes, 2011), Las nuevas aventuras de un biólogo recién recibido (novela, 2013) i La flor más falsa del mundo (novel·la, 2017).

## Cinema

### Director i guionista
| Any  | Títol                           |
| ---- | ------------------------------- |
| 2000 | Rockabilly                      |
| 2001 | Vacaciones en la Tierra         |
| 2002 | De noche van a tu cuarto        |
| 2003 | Piccola settimana - Semanita    |
| 2004 | Valeria, una película lyncheana |
| 2009 | Recortadas                      |
| 2013 | 20.000 besos                    |
| 2019 | Claudia                         |
| 2022 | Matrimillas                     |

### Actor
| Any  | Títol                                    | Papel         |
| ---- | ---------------------------------------- | ------------- |
| 2001 | Vacaciones en la Tierra                  |               |
| 2003 | Piccola settimana - Semanita             |               |
| 2009 | Nunca más asistas a este tipo de fiestas |               |
| 2011 | Mi primera boda                          | Sebastián     |
| 2015 | Kryptonita                               | Oficial Ranni |
| 2019 | Ituzaingó V3rit4                         |               |
| 2021 | Lexter                                   |               |

## Televisió

### Actor
| Any       | Títol               | Paper                | Canal      |
| --------- | ------------------- | -------------------- | ---------- |
| 1994-1995 | Montaña rusa        | Nicolás              | Canal 13   |
| 1996      | El último verano    |                      | Canal 13   |
| 2008      | Todos contra Juan   | Tony Forcelli        | América TV |
| 2010      | Todos contra Juan 2 | Tony Forcelli        | Telefe     |
| 2011      | Los sónicos         | Invitat al capítol 5 | Canal 9    |
| 2016      | Nafta Súper         | Teniente Ranni       | Space      |

### Com ell mateix
| Any  | Títol              | Canal      |
| ---- | ------------------ | ---------- |
| 2003 | Gritos en la noche | América TV |
| 2011 | Gran Hermano       | Telefe     |
| 2012 | Gran Hermano       | Telefe     |

## Ràdio
| Any           | Títol                    | Emissora      |
| ------------- | ------------------------ | ------------- |
| 2001-2002     | A toda radio             | Radio Mitre   |
| 2003-2008     | Perros de la calle       | Metro 95.1    |
| 2012-2013     | Como robar el mundo      | Metro 95.1    |
| 2014          | Gente sexy               | Rock & Pop    |
| 2015          | Cinerama                 | Nacional Rock |
| 2017-2018     | Una casa con diez chinos | Vorterix      |
| 2019-presente | Un mundo feliz           | Radio SI      |

## Videoclips
També va dirigir la majoria dels vídeos musicals de la banda de rock alternatiu, Utopians.
| Any  | Cançó                 |
| ---- | --------------------- |
| 2010 | Come baby (en Berlín) |
| 2011 | Allá voy              |
| 2012 | Gris                  |
| 2012 | Trastornados          |
| 2012 | Esas cosas            |
| 2013 | Estación              |
| 2014 | Algo mejor            |

## Premis
- Buenos Aires Rojo Sangre 2005: Premi del públic per De noche van a tu cuarto.[8]